# Joseph Vilsmaier
Joseph Vilsmaier (ur. 24 stycznia 1939 w Monachium, zm. 11 lutego 2020 tamże) – niemiecki reżyser i operator filmowy.
Jego żoną była czeska i niemiecka aktorka Dana Vávrová.

## Filmy kinowe
- 1988: Jesienne mleko (Herbstmilch)
- 1990: Rama dama
- 1993: Stalingrad
- 1993: Charlie & Louise
- 1995: Brat snu (Schlafes Bruder)
- 1996: Und keiner weint mir nach
- 1997: Odlotowy sekstet (Comedian Harmonists)
- 2000: Marlena (Marlene)
- 2001: Leo und Claire
- 2004: Bergkristall
- 2006: Ostatni pociąg (Der letzte Zug)
- 2008: Gustloff: Rejs ku śmierci (Die Gustloff)
- 2008: Die Geschichte vom Brandner Kaspar
- 2010: Nanga Parbat

## Filmy telewizyjne
- 2002: August der Glückliche
- 2005: Vera, die Frau des Sizilianers
- 2006: Das Weihnachts-Ekel
- 2008: Die Gustloff (UFA/ZDF)
- 2012: Rosyjska ruletka

## Seriale telewizyjne
- 2006: Siska (odcinek 79: Schatten einer Frau)
- 2006: Der Alte (odcinek 320: Wenn Liebe zuschlägt)